# New Oxford
New Oxford és una població dels Estats Units a l'estat de Pennsilvània. Segons el cens del 2000 tenia 1.696 habitants.

## Demografia
Segons el cens del 2000, New Oxford tenia 1.696 habitants, 678 habitatges, i 448 famílies. La densitat de població era de 1.039,4 habitants per quilòmetre quadrat.
Dels 678 habitatges en un 33% hi vivien nens de menys de 18 anys, en un 47,1% hi vivien parelles casades, en un 13% dones solteres, i en un 33,8% no eren unitats familiars. En el 27,7% dels habitatges hi vivien persones soles el 10% de les quals corresponia a persones de 65 anys o més que vivien soles. El nombre mitjà de persones vivint en cada habitatge era de 2,5 i el nombre mitjà de persones que vivien en cada família era de 3,05.
Per edats la població es repartia de la següent manera: un 26,6% tenia menys de 18 anys, un 9,3% entre 18 i 24, un 30,3% entre 25 i 44, un 20,7% de 45 a 60 i un 13,1% 65 anys o més.
L'edat mediana era de 35 anys. Per cada 100 dones de 18 o més anys hi havia 98,6 homes.
La renda mediana per habitatge era de 36.991 $ i la renda mediana per família de 43.036 $. Els homes tenien una renda mediana de 30.203 $ mentre que les dones 22.455 $. La renda per capita de la població era de 18.065 $. Entorn del 7,3% de les famílies i el 7,6% de la població estaven per davall del llindar de pobresa.

## Poblacions properes
El següent diagrama mostra les poblacions més properes.